# 多梅蒙
多梅蒙（法語：Domesmont）是法国皮卡第大区索姆省的一个市镇，属于亚眠区贝尔纳维尔县。该市镇2009年时的人口为45人。

## 人口
多梅蒙人口变化图示
| 数据来源：INSEE |